# Mysmenopsis atahualpa
Mysmenopsis atahualpa är en spindelart som beskrevs av Léon Baert 1990. Mysmenopsis atahualpa ingår i släktet Mysmenopsis och familjen Mysmenidae.
Artens utbredningsområde är Peru. Inga underarter finns listade i Catalogue of Life.